# Front fill
Front fill es un sistema de altavoces de refuerzo dedicado a cubrir las primeras filas del público en un concierto, puede ser colocado en forma de cluster central (center field) o bien a lo largo de la boca del escenario.
La misión del susodicho sistema es otorgar unas escuchas más definidas a las personas que se encuentran delante del escenario. Este sistema de refuerzo pertenece al equipo de PA, a diferencia del Side Fill, Rear Fill, o Drum Fill, los cuales son sistemas de monitorización para los músicos.  

## Características

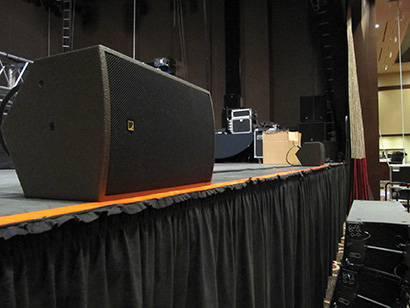

El Front Fill consta de uno o varios altavoces de refuerzo, los cuales equilibran el rango de frecuencias audibles que se radia en las primeras filas del público. Las palabras "Front fill", se refieren a que es un relleno frontal, y como su nombre lo indica, es únicamente para reforzar la inteligibilidad, lo cual nos quiere decir que debe estar a un nivel de presión sonora inferior al de la PA, y que debe abarcar las frecuencias correspondientes a medios y agudos siéndole aplicado un filtro de paso alto. Ya que, el problema de las primeras filas es la acumulación de graves por la cercanía a los subgraves. También es necesario en la mayoría de ocasiones aplicarles un delay para que estos se alineen con el resto de la PA, haciendo que no se produzcan cancelaciones en la señal propagada. Esto hace que una persona que esté en la primera fila pueda llegar a tener la misma experiencia auditiva que alguien que esté en la zona media de la audiencia.